# LVCI 161–170
Az LVCI 161–170 egy szerkocsis gőzmozdony sorozat volt a Lombardisch-venetianischen und central-italienischen Eisenbahn-Gesellschaft (LVCI)-nál, mely egy magánvasút-társaság volt az Osztrák- Magyar Monarchiában.
A tíz gőzmozdonyt  a Cail cég szállította 1857-ben az LVCI-nek.   A Déli Vasút átszámozta a mozdonyokat saját számozási rendszere szerint 161-170 (más források szerint: 101-105 és 150-154) pályaszámúakra. 1864-től az SB 22 sorozat  120-129 pályaszámait kapták
1867-ben a mozdonyok közül öt a Strade Ferrate Alta Italia (SFAI)-hoz került, ahol 709–713, később 773–777 pályaszámokat kaptak.  A Rete Adriatica mind az őt SFAI eredetű mozdonyt átszámozta 3001-3005 pályaszámúakká, majd 1899 és 1903 között selejtezte őket.
A  Déli Vasút a megmaradt öt mozdonyát  1886 és 1890 között selejtezte.

## Fordítás
- Ez a szócikk részben vagy egészben  a   LVCI 161–170 című német Wikipédia-szócikk fordításán alapul.  Az eredeti cikk szerkesztőit annak laptörténete sorolja fel. Ez a jelzés csupán a megfogalmazás eredetét és a szerzői jogokat jelzi, nem szolgál a cikkben szereplő információk forrásmegjelöléseként. - Az eredeti szócikk forrásai szintén ott találhatóak.

## Külső hivatkozások
- A típus története számokban németül